# Karesuando landskommun
Karesuando landskommun var en tidigare kommun i Norrbottens län. Centralort var Karesuando och kommunkod 1952–1970 var 2524. Kommunen omfattade ett område motsvarande den nuvarande Karesuando församling/Karesuando distrikt och var Sveriges nordligaste.

## Administrativ historik
Karesuando landskommun (från början också kallad Enontekis landskommun, därefter Karesuando landskommun från 1907 och framåt) inrättades den 1 januari 1874 i Karesuando socken (även kallad Enontekis socken) i Karesuando tingslag i Lappland när 1862 års kommunalförordningar trädde i kraft i Lapplandssocknarna. 
Kommunreformen 1952 påverkade inte indelningarna i området, då varken Västerbottens eller Norrbottens län berördes av reformen.
1 januari 1971 slogs Karesuando samman med Kiruna stad och bildade den nya Kiruna kommun.

### Kyrklig tillhörighet
I kyrkligt hänseende tillhörde landskommunen Karesuando församling.

## Kommunvapen
Karesuando landskommun förde inte något vapen.

## Geografi

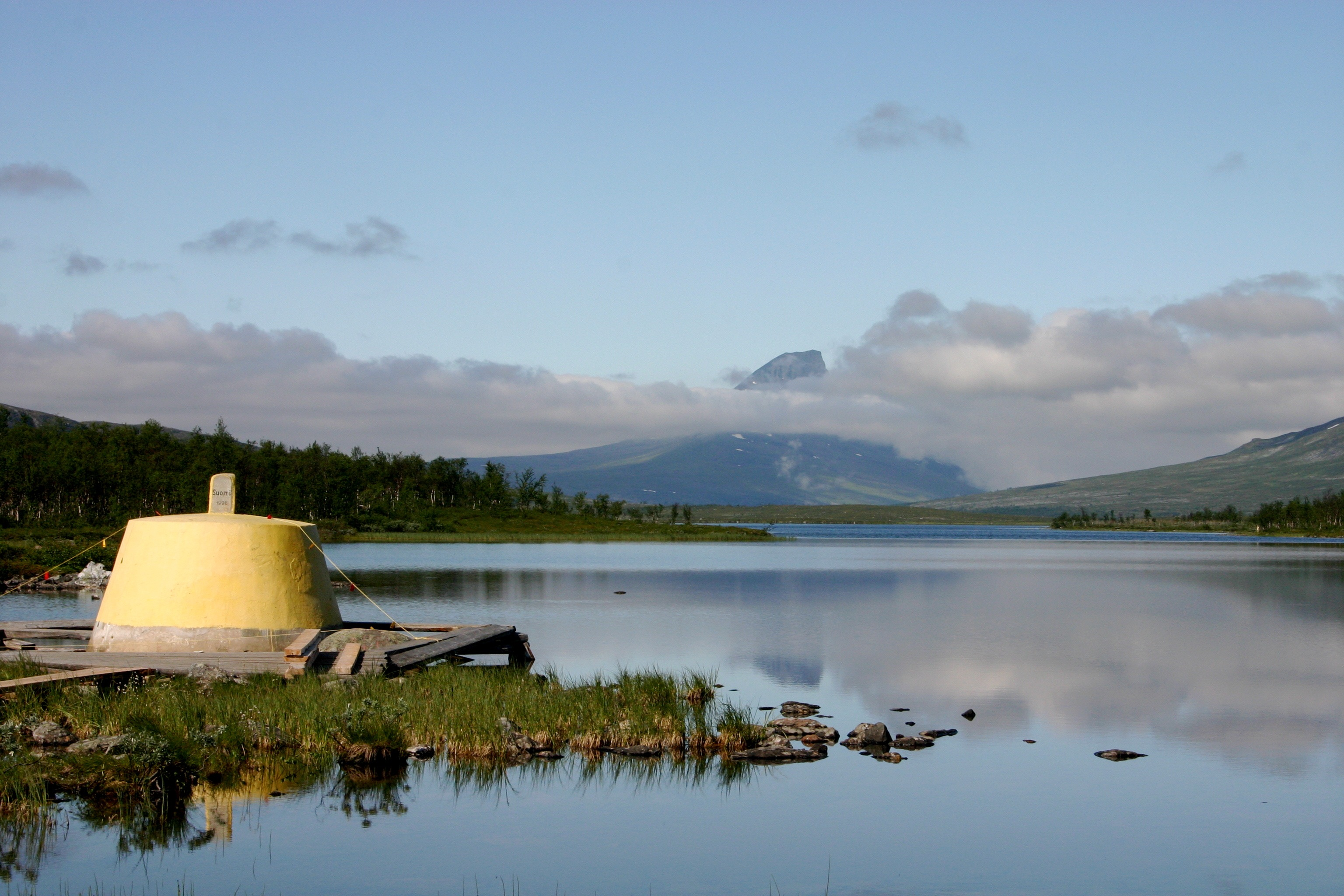
Treriksröset, punkten där gränserna mellan Sverige, Norge och Finland sammanfaller, är Sveriges nordligaste punkt och även finländska fastlandets västligaste punkt.

Karesuando landskommun omfattade den 1 januari 1952 en areal av 6 531,80 km², varav 6 265,90 km² land.

### Tätorter i kommunen 1960
I Karesuando landskommun fanns tätorten Karesuando, som hade 337a invånare den 1 november 1960. Tätortsgraden i kommunen var då 23,3 procent.

## Näringsliv
Vid folkräkningen den 31 december 1950 var kommunens befolknings huvudnäring uppdelad på följande sätt:
- 67,6 procent av befolkningen levde av jordbruk med binäringar
- 8,7 procent av offentliga tjänster m.m.
- 6,7 procent av industri och hantverk
- 4,7 procent av samfärdsel
- 4,1 procent av handel
- 1,2 procent av gruvbrytning
- 0,5 procent av husligt arbete
- 6,4 procent av ospecificerad verksamhet.

Av den förvärvsarbetande befolkningen jobbade bland annat 60,0 procent med jordbruk och boskapsskötsel och 7,7 procent med skogsbruk. Endast 6 av förvärvsarbetarna (1,2 procent) hade sin arbetsplats utanför kommunen.

## Politik

### Mandatfördelning i valen 1950-1966
| 15 |

| 15 |

| 2 | 9 | 4 |

| 14 |

| 4 | 4 | 4 | 3 |

| 14 |

| 1 | 9 | 4 | 1 |

| 15 |

| 5 | 8 | 1 | 1 |

| 14 |

| 6 | 5 | 4 |

| 14 |

| 6 | 6 | 3 |

| 15 |

| 10 | 1 | 1 | 1 | 2 |

| 15 |

### Fotnoter
^a Siffran i SCB:s folkräkning 1960 var 405. Denna siffra korrigerades vid folk- och bostadsräkningen 1965, då det upptäcktes att det hade uppstått fel i beräkningen av tätortens folkmängd vid den tidigare folkräkningen. 
1. ↑  ”SCB: Femårsberättelse för Västerbottens län 1871-1875”. Arkiverad från originalet den 24 september 2015. https://web.archive.org/web/20150924095310/http://www.scb.se/Grupp/Hitta_statistik/Historisk_statistik/_Dokument/BISOS%20H/Befallningshavandes%20femarsberattelser%20H%20Vasterbottens%20lan%20Historisk%20statistik%201800-talet%201871%201872%201873%201874%201875.pdf. Läst 21 september 2012.
2. 1 2   (PDF) Folkräkningen den 31 december 1950, I, Areal och folkmängd inom särskilda förvaltningsområden m.m., Tätorter. Stockholm: Statistiska centralbyrån. 1952-05-19. sid. 6* & 122. Arkiverad från originalet den 1 oktober 2014. https://www.webcitation.org/6T09ZkyrB?url=http://www.scb.se/Grupp/Hitta_statistik/Historisk_statistik/_Dokument/SOS/Folkrakningen_1950_1.pdf. Läst 9 oktober 2014 Arkiverad 29 oktober 2013 hämtat från the Wayback Machine.
3. ↑  Per Andersson: Sveriges kommunindelning 1863-1993, Draking, Mjölby 1993, ISBN 91-87784-05-X, s. 99
4. ↑   (PDF) Folkräkningen den 1 november 1960, II, Folkmängd inom tätorter efter kön, ålder och civilstånd.. Stockholm: Statistiska centralbyrån. 1961-10-31. sid. 33. Arkiverad från originalet den 29 juni 2015. https://www.webcitation.org/6ZeEB9Ija?url=http://www.scb.se/Grupp/Hitta_statistik/Historisk_statistik/_Dokument/SOS/Folkrakningen_1960_02.pdf. Läst 30 juni 2015 Arkiverad 24 september 2015 hämtat från the Wayback Machine.
5. 1 2   (PDF) Folkräkningen den 31 december 1950, IV, Totala räkningen: folkmängden efter yrke i kommuner, församlingar och tätorter. Stockholm: Statistiska centralbyrån. 1954-10-08. sid. 190-191. Arkiverad från originalet den 30 juni 2015. https://www.webcitation.org/6Zfas4HUP?url=http://www.scb.se/Grupp/Hitta_statistik/Historisk_statistik/_Dokument/SOS/Folkrakningen_1950_4.pdf. Läst 30 juni 2015 Arkiverad 24 september 2015 hämtat från the Wayback Machine.
6. ↑   (PDF) Folk- och bostadsräkningen den 1 november 1965, II. Folkmängd inom tätorter efter kön, ålder och civilstånd.. Stockholm: Statistiska centralbyrån. 1967. sid. 128. Arkiverad från originalet den 19 augusti 2015. https://www.webcitation.org/6ataDqmlK?url=http://www.scb.se/Grupp/Hitta_statistik/Historisk_statistik/_Dokument/SOS/Folk_o_bostadsrakningen_1965_2.pdf. Läst 19 augusti 2015 Arkiverad 29 oktober 2013 hämtat från the Wayback Machine.